# Skramsen (Nås socken, Dalarna)
Skramsen är en sjö i Vansbro kommun i Dalarna och ingår i Dalälvens huvudavrinningsområde. Sjön har en area på 0,375 kvadratkilometer och ligger 239 meter över havet. Sjön avvattnas av vattendraget Mellansjöån. Vid provfiske har abborre, gers, gädda och mört fångats i sjön.

## Delavrinningsområde
Skramsen ingår i det delavrinningsområde (670609-142210) som SMHI kallar för Inloppet i Lill-Nåsen. Medelhöjden är 261 meter över havet och ytan är 12,23 kvadratkilometer. Det finns inga avrinningsområden uppströms utan avrinningsområdet är högsta punkten. Mellansjöån som avvattnar avrinningsområdet har biflödesordning 3, vilket innebär att vattnet flödar genom totalt 3 vattendrag innan det når havet efter 297 kilometer. Avrinningsområdet består mestadels av skog (50 procent) och sankmarker (45 procent). Avrinningsområdet har 0,38 kvadratkilometer vattenytor vilket ger det en sjöprocent på 3,1 procent.